# Dad's Girls
Dad's Girls è un cortometraggio muto del 1911 scritto e diretto da Otis Turner. Il film, prodotto dalla Selig Polyscope Company, era interpretato da Kathlyn Williams.

## Produzione
Il film fu prodotto dalla Selig Polyscope Company.

## Distribuzione
Distribuito dalla General Film Company, il film - un cortometraggio in una bobina - uscì nelle sale cinematografiche statunitensi il 12 settembre 1911.